# Cruiseterminal Antwerpen

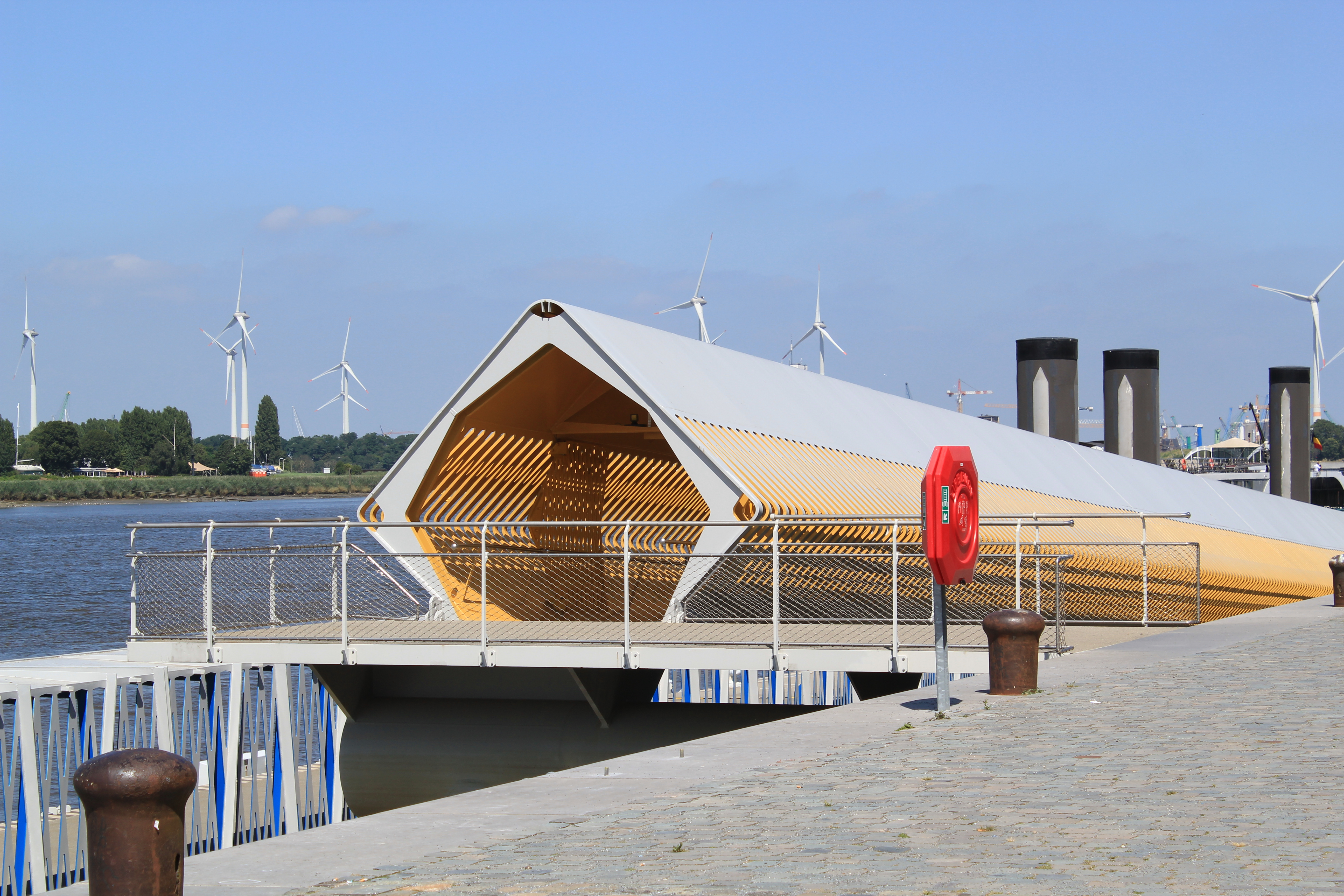
Cruiseterminal Het Steen

De Cruiseterminal Antwerpen is de plaats van aankomst en vertrek aan de Scheldekaaien die in Antwerpen speciaal is aangelegd voor (zee-)cruiseschepen. 

## Cruiseterminal Zuiderterras - Hangar 20-21 (tot 2021)
Deze cruiseterminal bevond zich aan de Ernest Van Dijckkaai 37, onder Hangar 20 & 21, waaraan ook het wandelterras Zuiderterras grenst. Het gebouw werd in 2003 in gebruik genomen en bestond uit een glazen hal die op een betonnen verhoog stond onder de hangar. De hoogte van de vloer van de terminal viel gelijk met de hoogte van de waterkeringsmuur langs de Scheldekaaien. In het glazen terminalgebouw was een ruime wachtzaal met een infobalie en zitmogelijkheden. Er waren ook enkele kleine kantoren te vinden, alsook sanitaire voorzieningen. Achteraan de hal stond een scanstraat met een metaaldetector waar alle passagiers en bezoekers gecontroleerd werden door de security.
Aan de kaairand stond een mobiele loopbrug of gangway die gekoppeld werd aan de zeecruiseschepen. De unieke constructie volgde de schepen automatisch wanneer het tij veranderde. Dat maakte het mogelijk om op elk moment aan boord te wandelen zonder dat de gangway tijdens het bezoek van het schip losgekoppeld moest worden. Vanop het Zuiderterras was de gangway ook duidelijk herkenbaar door de twee lichtbakken waarop 'Antwerpen' geschreven stond.
De zone van de cruiseterminal werd bij elk zeecruiseschip afgesloten door middel van hekken aan beide zijden van de kaaien. Na de afvaart van het schip werden de hekken opnieuw geopend en kon er vrij gewandeld worden op de kaaien. Tijdens het bezoek van een zeecruiseschip konden kijklustigen wel altijd vanop het Zuiderterras langs de schepen wandelen. De ruimte onder de hangars die niet gebruikt werd voor de cruiseterminal, werd gebruikt als autoparking.
De riviercruiseschepen legden ook deels aan de Scheldekaaien aan, maar hadden verschillende kaaien om uit te kiezen. Meestal meerden ze zuidelijker langs de Scheldekaaien aan, maar wanneer er geen zeecruiseschip aan de cruiseterminal lag, konden de riviercruises ook daar aanmeren.
Door de heraanleg van de Scheldekaaien werd er in 2015 besloten om de cruiseterminal aan het Zuiderterras te vervangen door een nieuwe aanbouw aan Het Steen. Na de officiële opening van het vernieuwde Steen en de bijbehorende cruiseterminal op 22 oktober 2021 was het oude terminalgebouw niet meer nodig. In januari 2022 werd het daarom gesloopt. De mobiele gangway bleef wel tot december 2022 op de kaai staan, maar verhuisde daarna naar de Verbeke Foundation in Kemzeke om daar deel te worden van hun kunstcollectie.

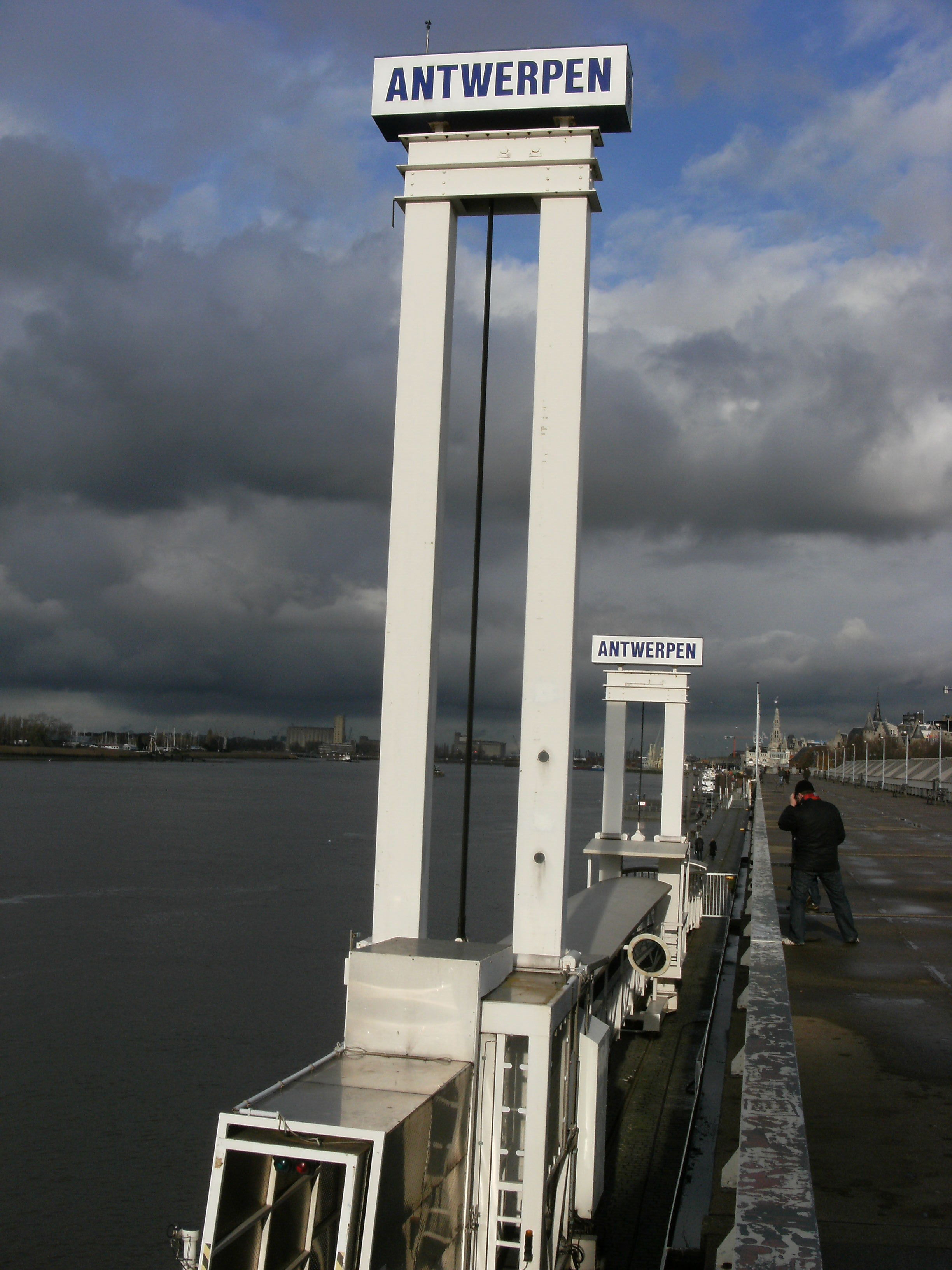
Oude cruiseterminal aan Hangar 21
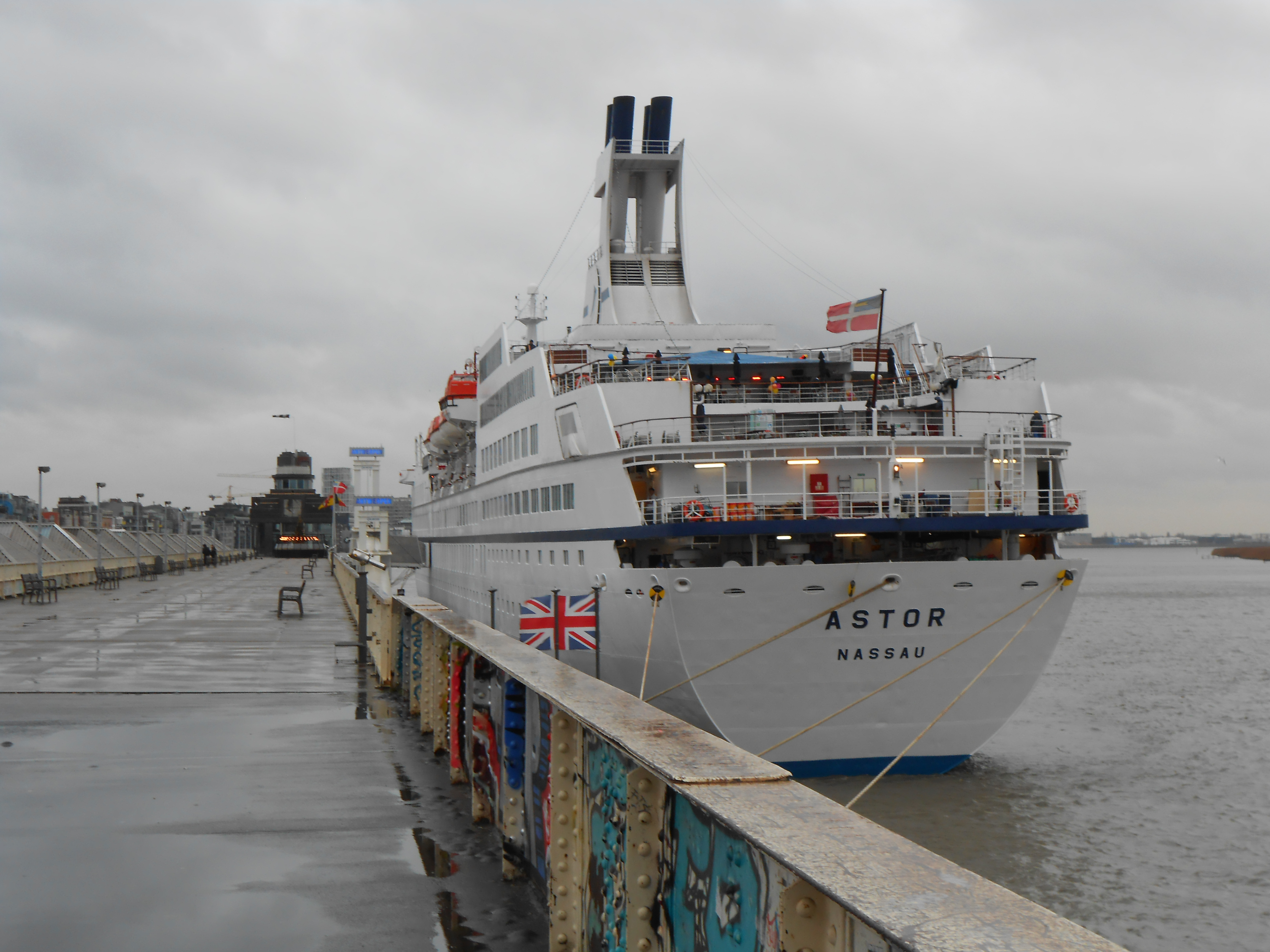
Cruiseschip Astor
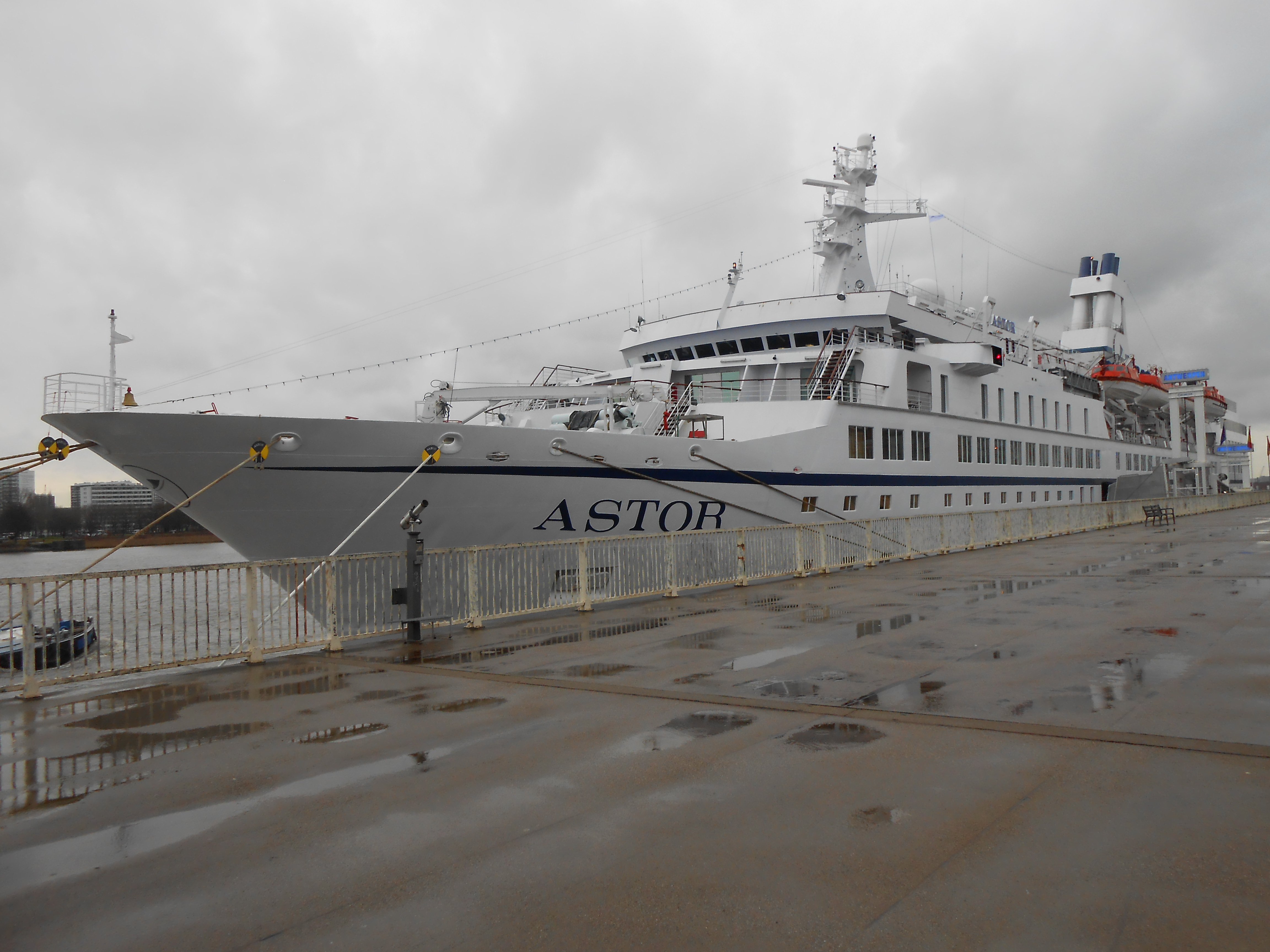
Cruiseschip Astor, boeg

## Cruiseterminal Steen (vanaf 2021)
Ter hoogte van Het Steen werd einde 2020 een nieuw ponton van 350 meter verankerd, langswaar zee- en riviercruises kunnen aanmeren. Passagiers worden onthaald in Het Steen, dat volledig gerestaureerd en uitgebreid werd. De werken aan het ponton zijn in november 2018 gestart en werden in het najaar van 2021 afgerond.

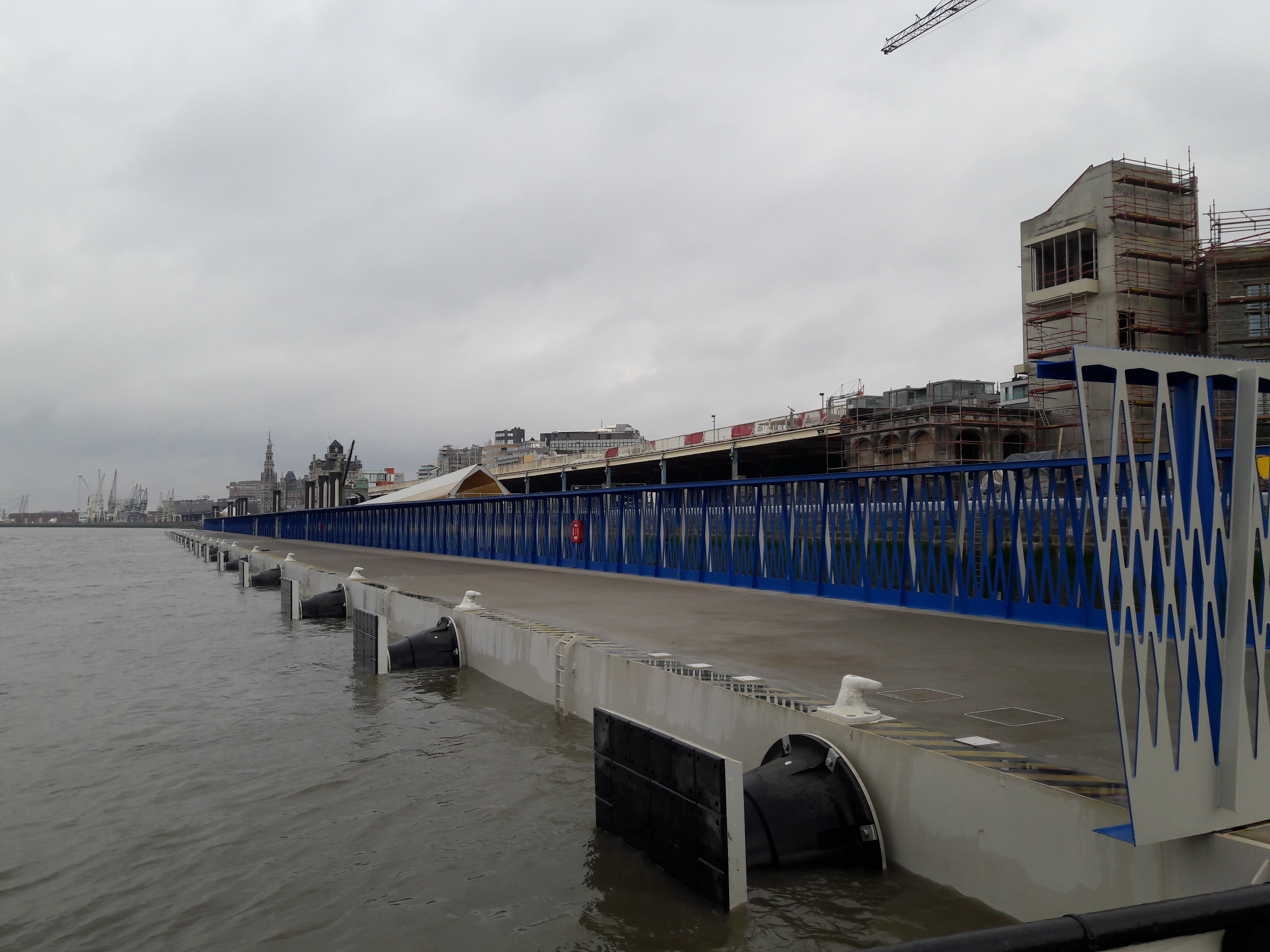
Ponton cruiseterminal Steen
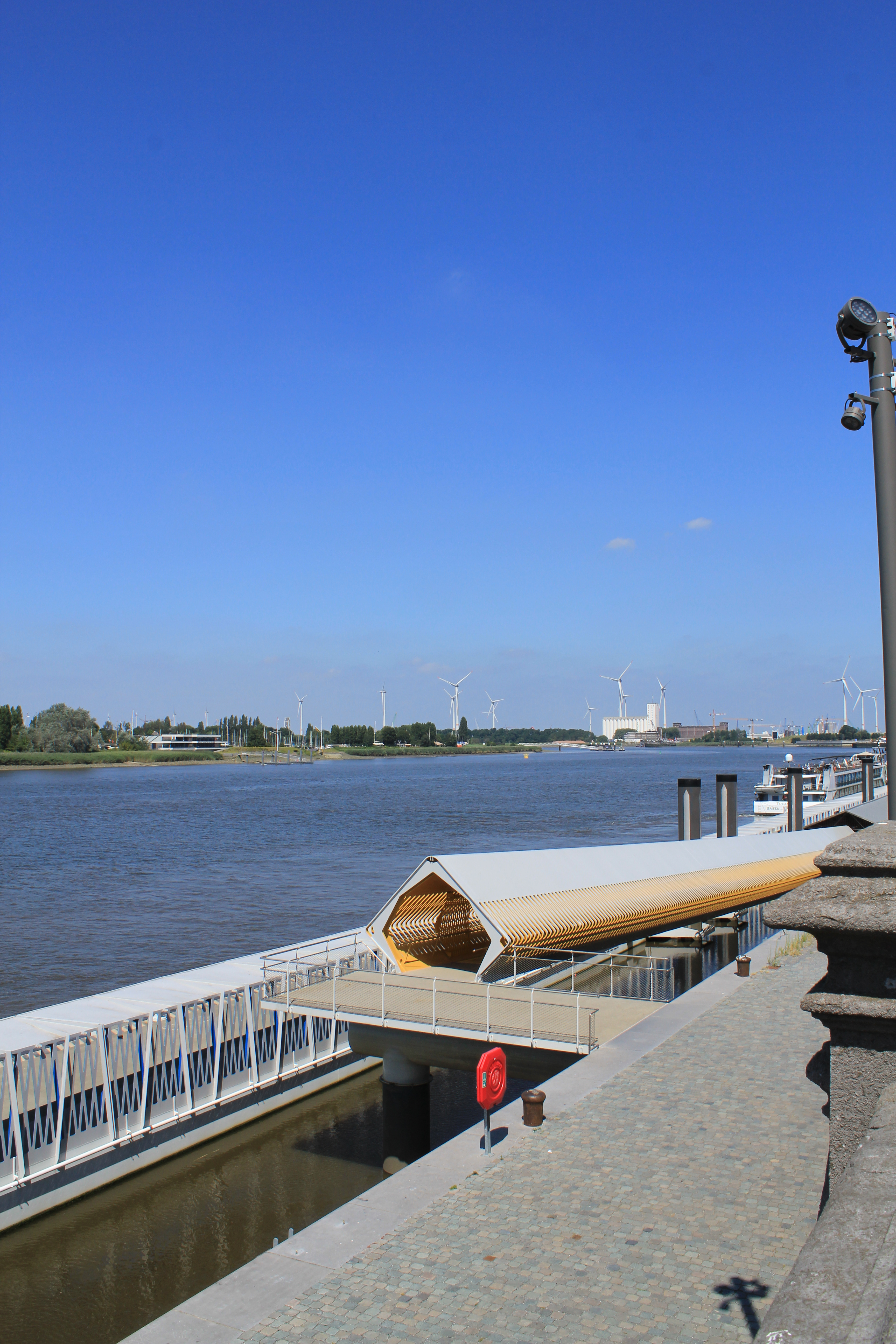
Cruiseterminal Het Steen gezien vanaf Het Steen
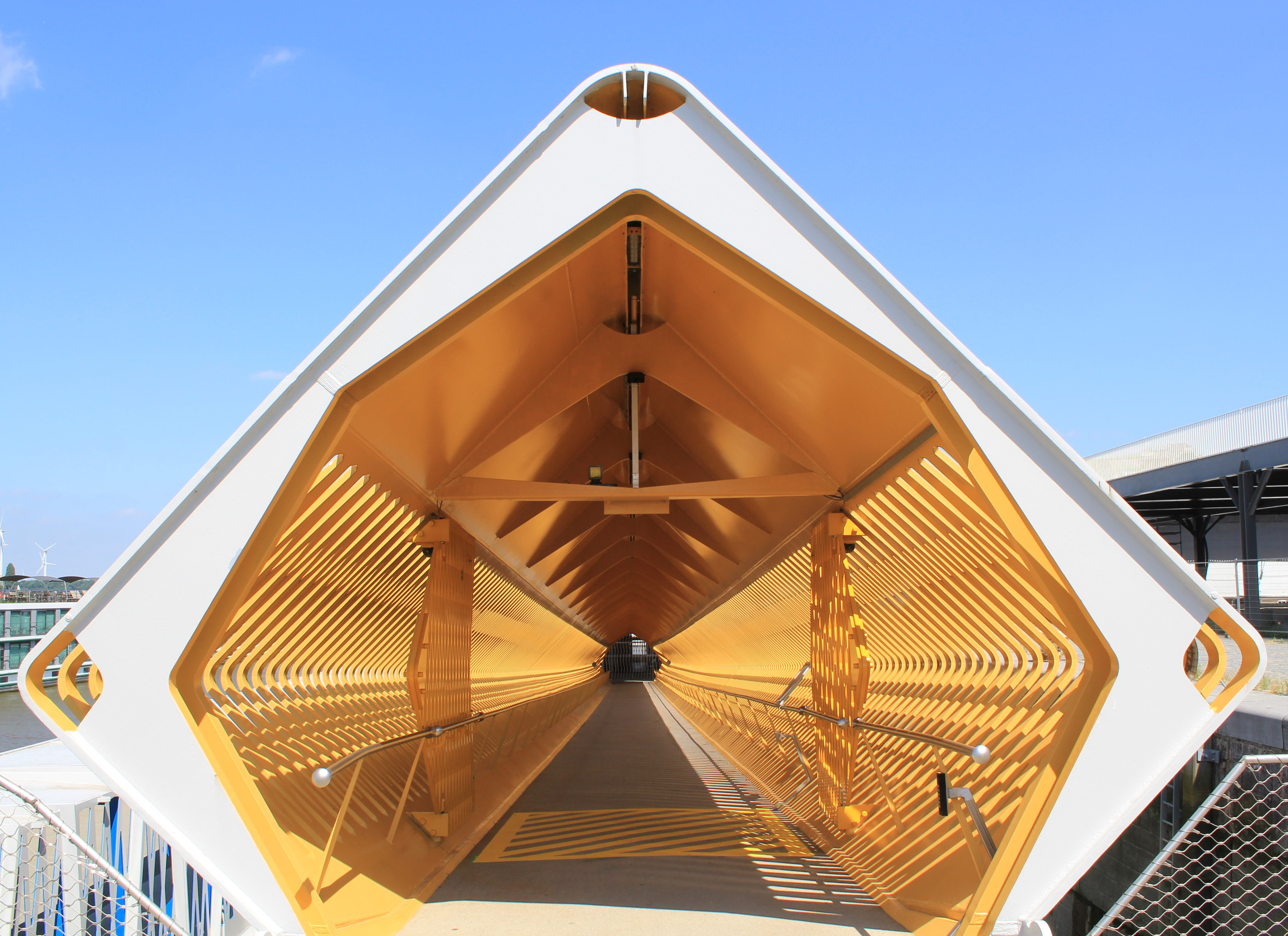
Tunnel cruiseterminal Het Steen